# Курмановы Починки
Курмановы Починки — опустевшая деревня в Кадомском районе Рязанской области. Входит в Кущапинское сельское поселение.

## География
Находится в восточной части Рязанской области на расстоянии приблизительно 9 км на восток-северо-восток по прямой от районного центра поселка Кадом.

## История
В 1862 году здесь (тогда деревня Темниковского уезда Тамбовской губернии) было учтено 18 дворов. В советское время работали колхозы им. 2-й пятилетки и «Буревестник». В 1966 году отмечено 60 личных подсобных хозяйств. В 2007 году умер последний житель деревни.

## Население
Численность населения: 128 человека (1862 год), 2 человека в 2002 году (русские 100 %), 0 в 2010.